# علیرضا سپاسی آشتیانی

علیرضا سپاسی آشتیانی  ( زاده ١٩ مهر ١٣٢٣ در تهران – درگذشته ١٨ اسفند ١٣۶٠ در تهران) از مؤسسین سازمان حزب‌الله که بعدها عضو کادر مرکزی سازمان مجاهدین خلق ایران شد.
ولادت و خانواده علیرضا سپاسی آشتیانی متولد ١٩ مهر ۱۳۲۳ در آشتیان اراک، در خانواده ای اهل ایمان در آشتیان واقع در اراک به دنیا آمد. پدرش ابوالقاسم کشاورزی ساده بود و علیرضا در سال ١٣۴١ به تهران آمده و مدرک صنایع شیمیایی خود را از دانشگاه تهران دریافت نمود علیرضا پدرش را در سال ١٣۴٣ در ۵۴ سالگی از دست داد و از آن پس در تهران زندگی نمود.

## تحصیلات
پس از گذراندن تحصیلات ابتدائی و متوسطه وارد دانشکدهٔ هنرهای زیبا شد.

## مبارزات سیاسی
در سال ۱۳۴۳ توسط اصغر قریشی وارد حزب ملل اسلامی شد. در سال ۱۳۴۶ و پس از آزادی از زندان همراه احمد احمد، عباس آقازمانی گروه حزب‌الله را بنیان نهاد و در آن به نوشتن درسهای سیاسی و گزارشهای تحلیلی برای گروه اقدام کرد. در این سالها توانست تحصیلاتش را به پایان برساند.

## ورود به مجاهدین خلق
پس از ادغام حزب‌الله در سازمان مجاهدین خلق، جذب مجاهدین شد. در مرداد ۵۱ در ترور سرتیپ طاهری همراه محمد مفیدی و باقر عباسی شرکت داشت که پس از دستگیری آن دو نفر، به زندگی مخفی روی آورد. به خاطر تندی و جدیت در کارها، مراتب سازمانی را به سرعت طی کرد و در سال ۱۳۵۳ در کادر مرکزی سازمان راه یافت.

## پیوستن به سازمان پیکار
در سال ۱۳۵۴ و همراه با اعلام تغییر ایدئولوژی سازمان مجاهدین، به رهبری تقی شهرام وارد سازمان پیکار در راه آزادی طبقه کارگر شد.

## بعد از پیروزی انقلاب
پس از پیروزی انقلاب اسلامی، به‌طور آشکار و افراطی به ضدیت و مخالفت و مبارزه با نظام روی آورد. اواخر ۱۳۶۰ دستگیر شد. در دورهٔ بازداشت، شدیدً به مقدسات اسلامی اهانت کرده، روزهایی پر از هیاهو و درگیری حتی به بسیاری از پاسداران داشت. سرانجام در اسفند ماه ۱۳۶۰ هنگام فرار از زندان اوین با شلیک نگهبانان زندان کشته شد.